# Fortezza di Kärnäkoski
La fortezza di Kärnäkoski è una fortificazione settecentesca in pietra situata in Finlandia, nel comune di Savitaipale, nella Carelia Meridionale.

## Storia
Dopo la guerra russo-svedese (1788-1790), e in particolare alla luce delle vittorie della Svezia nella battaglia di Porrassalm e nella battaglia di Svensksund, l'imperatrice russa Caterina II decise di rafforzare le difese nel confine nord-occidentale dell'impero.

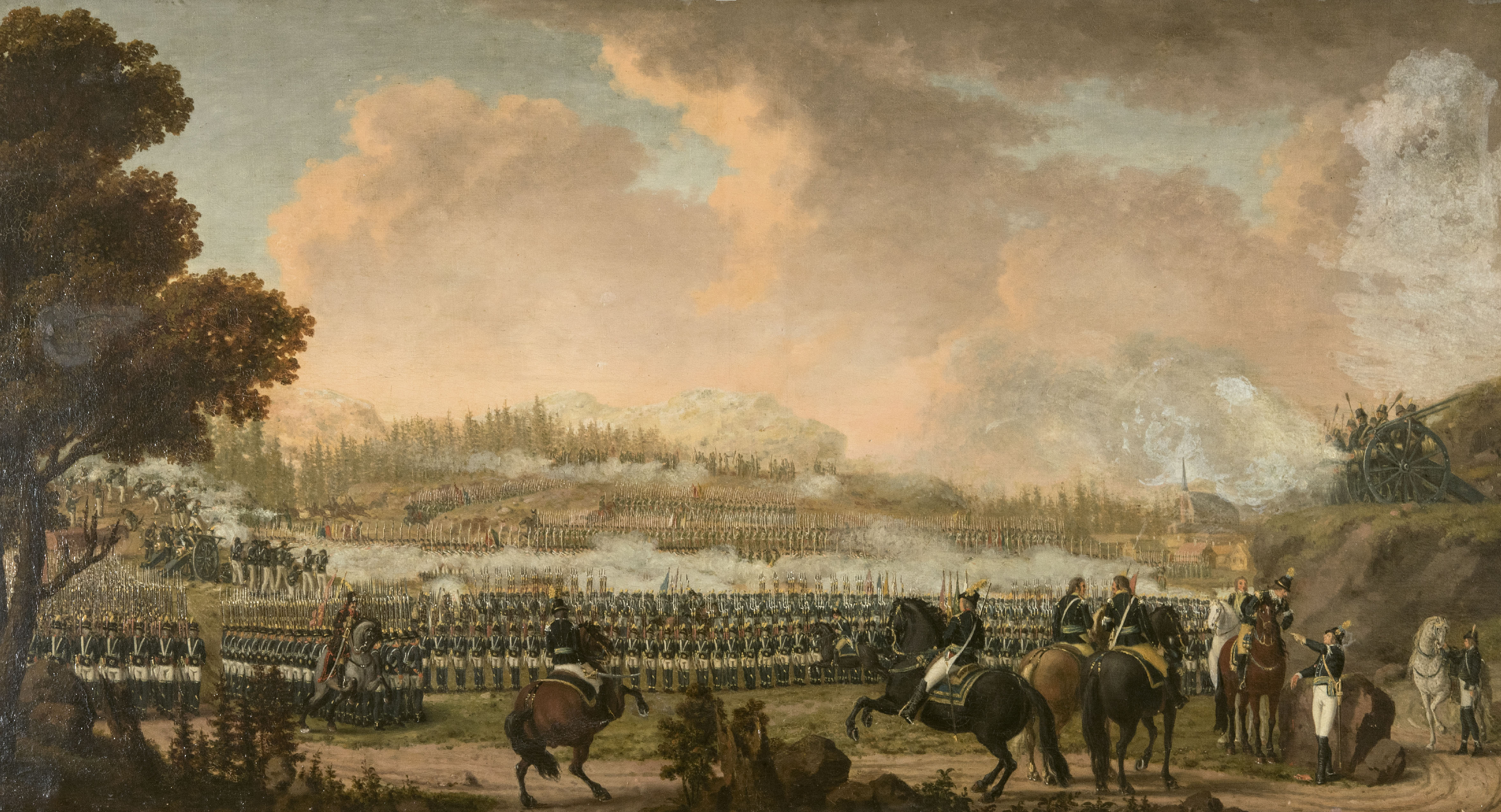
La Guerra russo-svedese in un dipinto di Pehr Hilleström (1732–1816)

La fortezza di Kärnäkoski doveva far parte di un più ampio sistema di fortificazioni sulla frontiera con la Finlandia, che avrebbe dovuto proteggere San Pietroburgo, la capitale dell'impero russo. Avrebbero dovuto essere infatti costruite tre catene concentriche di fortezze, con la fortezza Kärnäkoski appartenente alla catena più esterna, situata molto vicino al confine.
La costruzione del grande sistema di fortificazione nel sud-est della Finlandia fu affidata al generale Aleksandr Suvorov.
La fortezza di Kärnäkoski fu costruita tra il 1791 e il 1793. I progettisti erano ufficiali di ingegneria francesi che erano fuggiti in Russia dalla rivoluzione francese
Nel 1809, dopo la guerra finlandese, la frontiera russo-svedese si spostò più ad ovest, sul fiume Tornionjoki e le fortezze nella Finlandia sud-orientale, tra cui la fortezza Kärnäkoski, persero il loro valore militare. Lo zar Nicola I le chiuse nel 1835: le fortezze furono disarmate, gli edifici e le rimanenti attrezzature vennero messe all'asta e le mura e le fortificazioni rimasero abbandonate.
Oggi la fortezza di Kärnäkoski è un'attrazione turistica, anche se non ci sono visite guidate o altri servizi turistici,ma semplicemente indicazioni stradali.

## Descrizione

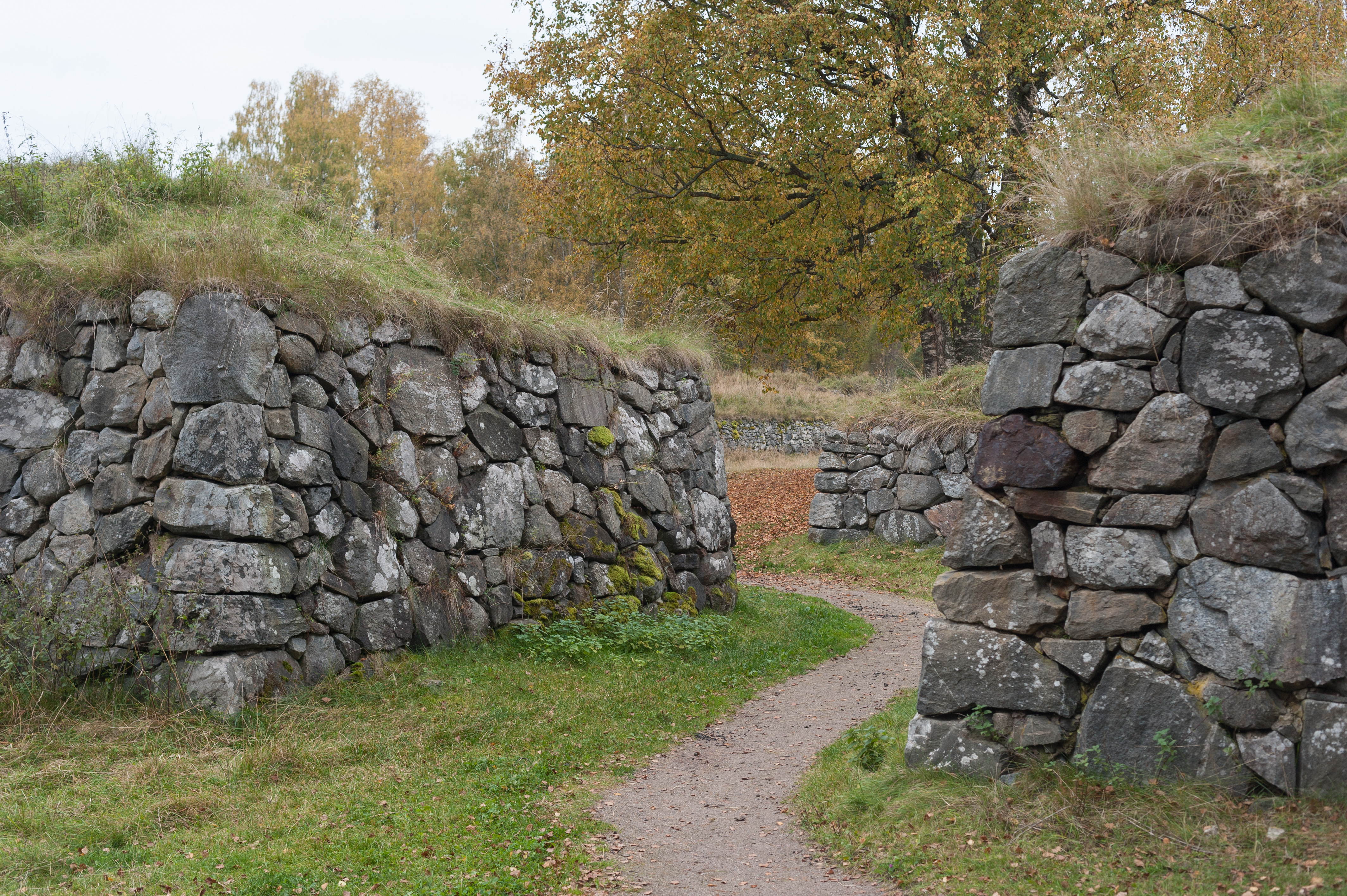
La ridotta Kärnäkoski

La fortezza fu costruita alla foce del fiume Kärnäjoki, sull'istmo tra il lago Saimaa e il lago Kuolimojärvi, vicino alla strada Lappeenranta-Ristiina. La posizione consentiva alla fortezza di sorvegliare il confine tra Svezia e Russia, controllare il traffico attraverso la strada e monitorare le rotte marittime nel Saimaa occidentale. L'area vicino alla fortezza era stata sede di numerosi scontri tra truppe svedesi e russe nella guerra russo-svedese appena conclusasi.
La fortezza di Kärnäkoski venne costruita dagli ingegneri francesi secondo il tradizionale sistema di bastione francese. Tuttavia, invece di una forma di bastione regolare e uniforme, la fortezza ebbe una forma irregolare e ha seguito il terreno, molto probabilmente a causa dello spazio limitato disponibile.
I lati occidentale e meridionale della fortezza erano sorvegliati da tre semidemoni. I lati orientale e settentrionale, meno vulnerabili in quanto per lo più protetti dalla riva del lago, erano difesi solo con tenaglie. Un muro di terrapieno e un fossato circondavano la fortezza e le mura esterne. La fortezza aveva una posteriore nella punta settentrionale, da dove era possibile raggiungere le navi sulle acque del Saimaa. 55 postazioni di cannone furono costruite sulle mura della fortezza.

### Le ridotte Kärnäkoski e Partakoski
Oltre alla fortezza principale nelle vicinanze furono costruiti due ulteriori ridotte. La ridotta Kärnäkoski, chiamata anche "Fortezza montuosa", realizzata a 600 metri dalla fortezza principale per proteggere un ingresso dell'istmo, e la ridotta di Partakoski, costruita due chilometri a nord-ovest per proteggere l'altro lato.